# Pseudanarta flava
Pseudanarta flava là một loài bướm đêm trong họ Noctuidae.